# Rankin (Illinois)
Rankin és una població dels Estats Units a l'estat d'Illinois. Segons el cens del 2000 tenia 617 habitants.

## Demografia
Segons el cens del 2000, Rankin tenia 617 habitants, 247 habitatges, i 162 famílies. La densitat de població era de 417,9 habitants/km².
Dels 247 habitatges en un 27,9% hi vivien nens de menys de 18 anys, en un 51,8% hi vivien parelles casades, en un 8,9% dones solteres, i en un 34,4% no eren unitats familiars. En el 30% dels habitatges hi vivien persones soles el 15,8% de les quals corresponia a persones de 65 anys o més que vivien soles. El nombre mitjà de persones vivint en cada habitatge era de 2,5 i el nombre mitjà de persones que vivien en cada família era de 3,09.
Per edats la població es repartia de la següent manera: un 27,9% tenia menys de 18 anys, un 6% entre 18 i 24, un 27,1% entre 25 i 44, un 21,1% de 45 a 60 i un 18% 65 anys o més.
L'edat mediana era de 37 anys. Per cada 100 dones de 18 o més anys hi havia 96 homes.
La renda mediana per habitatge era de 29.063 $ i la renda mediana per família de 35.234 $. Els homes tenien una renda mediana de 30.446 $ mentre que les dones 22.188 $. La renda per capita de la població era de 14.005 $. Aproximadament el 9,2% de les famílies i el 13,6% de la població estaven per davall del llindar de pobresa.

## Poblacions més properes
El següent diagrama mostra les poblacions més properes.